# Eriophora baotianmanensis
Eriophora baotianmanensis là một loài nhện trong họ Araneidae.
Loài này thuộc chi Eriophora. Eriophora baotianmanensis được miêu tả năm 1991 bởi Hu, Jia-Fu Wang & Jia-Fu Wang.